# Backyard ultra
De backyard ultra (letterlijk "achtertuin ultra") is een type ultraloop waarbij deelnemers voor onbepaalde tijd ieder uur een ronde van 6706 meter (4,167 mijl) moeten afleggen. Lopers gebruiken de tijd die overblijft na het lopen van een ronde doorgaans om te herstellen voor de ronde van het volgende uur.
Het model van deze wedstrijd is gebaseerd op Big's Backyard Ultra, een hardloopwedstrijd in Tennessee. Backyard ultra's zijn met name populair in de Verenigde Staten en Zweden.  

## Omschrijving
Het concept van de wedstrijd is als volgt: de wedstrijd start met een ronde van 6706 meter, die de deelnemers binnen een uur moeten afleggen. Exact een uur na de starttijd moeten de lopers de volgende ronde van 6706 meter starten, die ze opnieuw binnen een uur moeten volbrengen. Dit wordt ieder uur herhaald. Een deelnemer valt af wanneer hij of zij niet op tijd bij de startstreep verschijnt. Winnaar is degene die een ronde meer loopt dan de rest van de deelnemers. Als het geen enkele deelnemer lukt meer rondes af te leggen dan de anderen, ontvangen alle atleten een "DNF" (Did Not Finish, niet gefinisht) en is er geen winnaar. In Zweden wordt de snelste loper van de laatste volledig gelopen ronde als winnaar beschouwd.
De afstand die de hardlopers ieder uur moeten afleggen is {\displaystyle {\tfrac {100}{24}}} mijl of 6705,6 meter, afgerond naar 6706 meter. Een deelnemer die 24 rondes loopt, legt dus precies 100 mijl af. Een backyard ultra wordt meestal gehouden op een rondje van 6706 meter, hoewel er in Zweden ook backyard ultra's zijn gehouden op een atletiekbaan van 400 meter.
Er bestaat ook een variant waarbij het maximum 24 ronden is. Als er meerdere deelnemers de laatste ronde bereiken, is de snelst finishende loper de winnaar.

## Records
In 2022 verbroken twee Belgen Merijn Geerts en Ivo Steyaert het record door samen 101 rondes af te leggen, eerst werd het record niet erkend omdat ze samen opgaven maar Cantrell keurde het uiteindelijk toch goed. In 2023 werd hun record verbroken door de Australiër Phil Gore met 102 rondes. Op 26 oktober 2023 werd het record verbroken door Harvey Lewis in de Big's Backyard Ultra. Ook de nummer twee de Canadees Ihor Verys verbrak dat record en liep toen 108 ronden en de nummer drie Bartosz Fudali liep toen 103 ronden. 
Tijdens het WK voor landenteams in 2024 verbraken drie Belgische lopers opnieuw het wereldrecord Merijn Geerts en Ivo Steyaert die het al eerder in handen hadden en Frank Gielen. Ze legden samen maar liefst 110 ronden af, dat is 737 kilometer in 4 dagen en 14 uur.  
Tijdens de Legends Backyard Ultra in Retie, België, die plaatsvond van 26 april tot 1 mei 2025, vestigde de Poolse ultraloper Łukasz Wróbel een nieuw wereldrecord in de Backyard Ultra. Hij voltooide 116 ronden van 6,706 kilometer, wat resulteerde in een totale afstand van 778,1 kilometer over een periode van 116 uur. Deze prestatie overtrof het vorige wereldrecord van 110 ronden, gevestigd door de Belgische lopers Merijn Geerts, Ivo Steyaert en Frank Gielen tijdens het Wereldkampioenschap Backyard Ultra in oktober 2024. De "assist" bij Wróbels record was de Belgische loper Jan Vandekerckhove, die 115 ronden voltooide voordat hij de race verliet.
Katie Wright was de eerste vrouw die een backyard ultra won, in mei 2019 in Nieuw-Zeeland. In mei 2023 verbeterde de Amerikaanse Jennifer Russo het oude record voor vrouwen dat Courtney Dauwalter in 2020 op 68 rondes (455 kilometer) had gezet. Russo kwam tot 74 ronden. 
Het Nederlands record staat op naam van Kanter Eefting. Hij liep dat tijdens het WK voor landenteams in oktober 2024. Na 53 ronden gaf voormalig recordhouder Roman Packbier op waarmee Eefting het record op 54 ronden (362km) bracht. 